# Dallas Cowboys 2014
La stagione 2014 dei Dallas Cowboys è stata la 55ª della franchigia nella National Football League e la quarta completa con come capo-allenatore Jason Garrett. La squadra è tornata a vincere la propria division e a qualificarsi per i playoff per la prima volta dal 2009. Nel primo turno di playoff batté i Lions ma fu eliminata la settimana successiva al Lambeau Field dai Green Bay Packers.

## Scelte nel Draft 2014

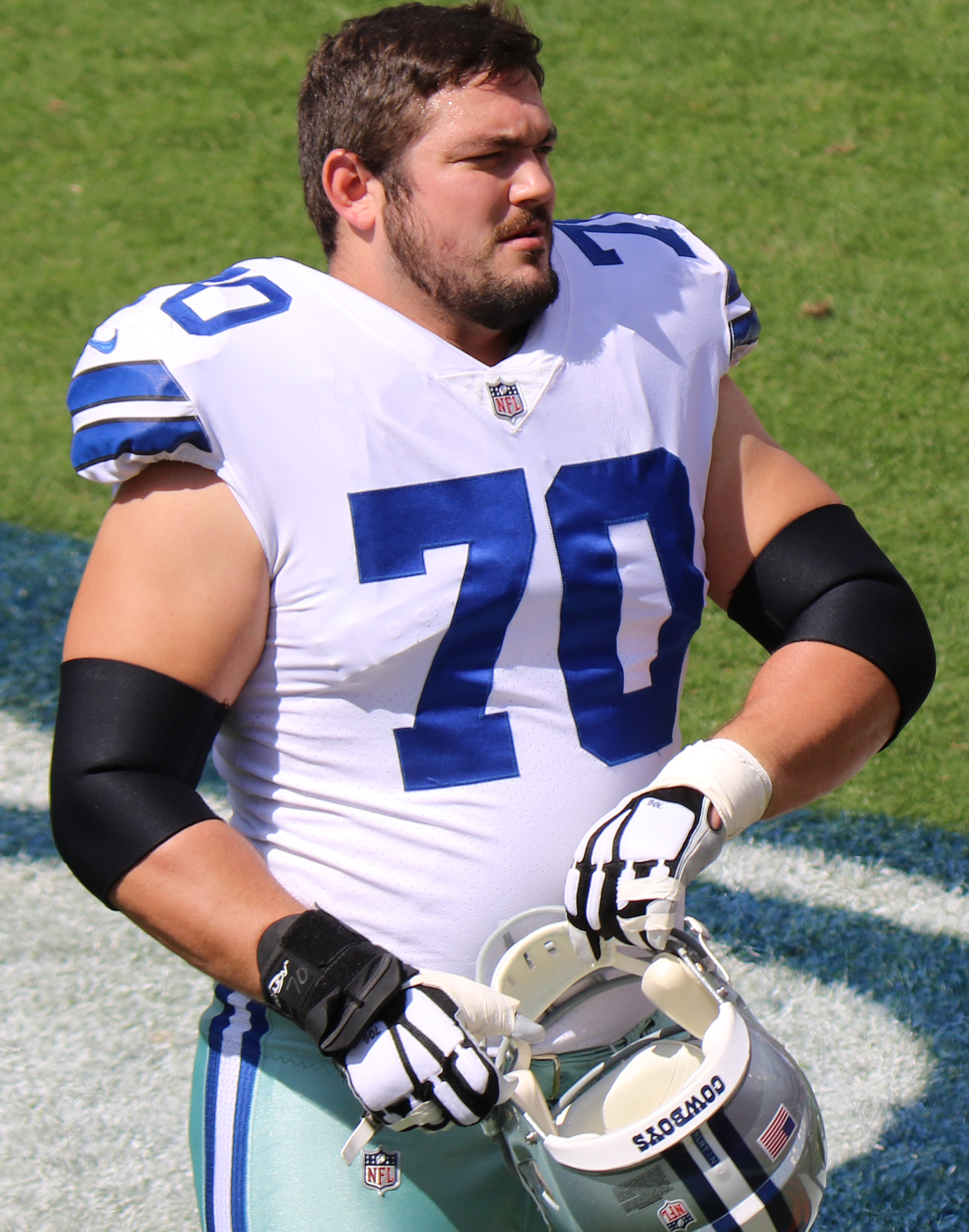
Zack Martin fu la scelta del primo dei Cowboys nel 2014

| Giro | Scelta | Giocatore         | Ruolo            | College           |
| ---- | ------ | ----------------- | ---------------- | ----------------- |
| 1    | 16     | Zack Martin       | Offensive tackle | Notre Dame        |
| 2    | 34     | Demarcus Lawrence | Defensive end    | Boise State       |
| 4    | 119    | Anthony Hitchens  | Linebacker       | Iowa              |
| 5    | 146    | Devin Street      | Wide Receiver    | Pittsburgh        |
| 7    | 231    | Ben Gardner       | Defensive end    | Stanford          |
| 7    | 238    | Will Smith        | Linebacker       | Texas Tech        |
| 7    | 248    | Ahmad Dixon       | Safety           | Baylor            |
| 7    | 251    | Ken Bishop        | Defensive tackle | Northern Illinois |
| 7    | 254    | Terrance Mitchell | Cornerback       | Oregon            |

## Staff attuale
| Staff dei Dallas Cowboys nel 2014 |
| --- |
| Organi dirigenziali - Proprietario/Presidente/General Manager: Jerry Jones - Vice Presidente Esecutivo/Direttore del personale: Sthephen Jones - Vice Presidente Esecutivo/Capo Marketing: Jerry Jones Jr. - Vice Presidente Esecutivo/Presidente della charity foundation: Charlotte Jones Anderson Capo allenatore - Jason Garrett Altri allenatori - Assistente del capo-allenatore/Difesa: Monte Kiffin - Assistente del capo-allenatore/Wide Receiver: Jimmy Robinson - Sviluppo della forza e della condizione: Mike Woicik - Assistente dello sviluppo della forza e della condizione: Brett Bech e Kendall Smith - Assistente dell'attacco/difesa: Dave Borgonzi - Qualità e controllo dell'attacco/Wide Receiver: Keith O'Quinn - Qualità e controllo/Linebacker: Ben Bloom Allenatori dell'attacco - Coordinatore dell'attacco: Scott Linehan - Quarterback: Wade Wilson - Running back: Gary Brown - Wide receiver: Derek Dooley - Tight End: Wes Phillips - Offensive Line: Vacante - Assistente Offensive Line: Frank Pollak Allenatori della difesa - Coordinatore della difesa: Rod Marinelli - Assistente della difesa/Defensive Line: Leon Lett - Defensive Line: Vacante - Linebacker: Matt Eberflus - Secondary: Jerome Henderson - Assistente Secondary Joe Baker Allenatori dello special team - Coordinatore dello Special Team: Rich Bisaccia - Assistente dello Special Team/Kicker: Chris Boniol |

## Roster attuale
| Roster dei Dallas Cowboys nel 2014 |
| --- |
| Quarterback - 9 Tony Romo - 10 Dustin Vaughan - 3 Brandon Weeden Running Back - 44 Tyler Clutts FB - 25 Lance Dunbar - 29 DeMarco Murray - 35 Joseph Randle Wide Receiver - 11 Cole Beasley - 88 Dez Bryant - 17 Dwayne Harris - 15 Devin Street - 83 Terrance Williams Tight End - 89 Gavin Escobar - 84 James Hanna - 82 Jason Witten Offensive Linemen - 73 Mackenzy Bernadeau G - 72 Travis Frederick C - 68 Doug Free T - 71 Donald Hawkins T - 67 Tony Hills T - 65 Ronald Leary G - 70 Zack Martin G - 78 Jermey Parnell T - 77 Tyron Smith T Defensive Linemen - 66 Ken Bishop DT - 79 Kenneth Boatright DE - 95 Josh Brent DT - 98 Tyrone Crawford DT/DE - 96 Nick Hayden DT - 90 Demarcus Lawrence DE - 97 Terrell McClain DT - 92 Jeremy Mincey DE - 99 George Selvie DE - 93 Anthony Spencer DE Linebacker - 58 James Anderson OLB - 54 Bruce Carter OLB - 59 Anthony Hitchens MLB - 53 Cameron Lawrence OLB - 55 Rolando McClain MLB - 57 Keith Smith OLB - 56 Dekoda Watson OLB - 51 Kyle Wilber OLB Defensive Back - 39 Brandon Carr CB - 42 Barry Church FS - 38 Jeff Heath SS - 26 Sterling Moore CB - 20 Tyler Patmon CB - 32 Orlando Scandrick CB - 37 C.J. Spillman FS - 27 J.J. Wilcox SS Special Team - 5 Dan Bailey K - 6 Chris Jones P - 91 L.P. Ladouceur LS Lista delle riserve - 24 Morris Claiborne CB (IR) - -- Jack Crawford DE (IR) - 52 Justin Durant OLB/MLB (IR) - 63 Ben Gardner DE (IR) - -- DeVonte Holloman OLB/MLB (IR) - 50 Sean Lee MLB (IR) - 69 Henry Melton DT (IR) - 76 Amobi Okoye DT (NF-Inj.) - 75 Darrion Weems T (IR) - -- Chris Whaley DT (NF-Inj.) Squadra di allenamento - 48 Mister Alexander OLB - 16 Chris Boyd WR - 60 Davon Coleman DT - -- Troy Davis OLB (Practice squad/Injured) - 14 Reggie Dunn WR - 64 Lavar Edwards DE (Practice squad/Injured) - 31 Micah Pellerin CB/FS - 40 Will Smith OLB - 28 Robert Steeples CB - 61 John Wetzel T/G - 34 Ryan Williams RB 53 attivi, 10 inattivi, 11 nella squadra di allenamento, 0 free agent |
| Legenda - I rookie sono in corsivo. - Il primo ruolo è il principale mentre gli eventuali successivi indicano i ruoli secondari. - (IR) sta per Injured Reserve ed indica la lista ristretta per un solo giocatore infortunato che può tornare ad allenarsi dopo la settimana 6 e a rientrare in prima squadra dopo che questa ha giocato 8 partite. - (NF-Inj.) / (NF-Ill.) stanno rispettivamente per Non-Football Injured e Non-Football Illness ed indicano le liste dove viene inserito un giocatore che ha un infortunio o una malattia non dipendente dal football americano. - (PUP) sta per Physically Unable to Perform ed indica la lista dove viene inserito un giocatore mentre è in attesa di recuperare la condizione fisica. Nella stagione regolare dopo la sesta partita giocata dalla propria squadra, il giocatore ha tempo tre settimane per riprendere ad allenarsi, più tre settimane aggiuntive dal suo rientro agli allenamenti per rientrare in prima squadra. |

## Calendario

### Stagione regolare
| Turno | Data               | Ora                | Avversario              | Risultato          | Risultato          | Stadio                   | TV                 | NFL.com recap      |
| Turno | Data               | Ora                | Avversario              | Punteggio          | Record             | Stadio                   | TV                 | NFL.com recap      |
| ----- | ------------------ | ------------------ | ----------------------- | ------------------ | ------------------ | ------------------------ | ------------------ | ------------------ |
| 1     | 7/9                | 3:25 p.m. CDT      | San Francisco 49ers     | S 17–28            | 0–1                | AT&T Stadium             | Fox                | Recap              |
| 2     | 14/9               | 12:00 p.m. CDT     | at Tennessee Titans     | V 26–10            | 1–1                | LP Field                 | Fox                | Recap              |
| 3     | 21/9               | 12:00 p.m. CDT     | at St. Louis Rams       | V 34–31            | 2–1                | Edward Jones Dome        | Fox                | Recap              |
| 4     | 28/9               | 7:30 p.m. CDT      | New Orleans Saints      | V 38–17            | 3–1                | AT&T Stadium             | NBC                | Recap              |
| 5     | 5/10               | 12:00 p.m. CDT     | Houston Texans          | V 20–17 (DTS)      | 4–1                | AT&T Stadium             | CBS                | Recap              |
| 6     | 12/10              | 3:25 p.m. CDT      | at Seattle Seahawks     | V 30–23            | 5–1                | CenturyLink Field        | Fox                | Recap              |
| 7     | 19/10              | 3:25 p.m. CDT      | New York Giants         | V 31–21            | 6–1                | AT&T Stadium             | Fox                | Recap              |
| 8     | 27/10              | 7:30 p.m. CDT      | Washington Redskins     | S 17–20 (DTS)      | 6–2                | AT&T Stadium             | ESPN               | Recap              |
| 9     | 2/11               | 12:00 p.m. CST     | Arizona Cardinals       | S 17–28            | 6–3                | AT&T Stadium             | Fox                | Recap              |
| 10    | 9/11               | 12:00 p.m. CST     | at Jacksonville Jaguars | V 31–17            | 7–3                | Wembley Stadium (Londra) | Fox                | Recap              |
| 11    | Settimana di pausa | Settimana di pausa | Settimana di pausa      | Settimana di pausa | Settimana di pausa | Settimana di pausa       | Settimana di pausa | Settimana di pausa |
| 12    | 23/11              | 7:30 p.m. CST      | at New York Giants      | V 31–28            | 8–3                | MetLife Stadium          | NBC                | Recap              |
| 13    | 27/11              | 3:30 p.m. CST      | Philadelphia Eagles     | S 10–33            | 8–4                | AT&T Stadium             | Fox                | Recap              |
| 14    | 4/12               | 7:25 p.m. CST      | at Chicago Bears        | V 41–28            | 9–4                | Soldier Field            | NFLN               | Recap              |
| 15    | 14/12              | 7:30 p.m. CST      | at Philadelphia Eagles  | V 38–27            | 10–4               | Lincoln Financial Field  | NBC                | Recap              |
| 16    | 21/12              | 3:25 p.m. CST      | Indianapolis Colts      | V 42–7             | 11–4               | AT&T Stadium             | CBS                | Recap              |
| 17    | 28/12              | 12:00 p.m. CST     | at Washington Redskins  | V 44–17            | 12–4               | FedExField               | Fox                | Recap              |

Note
- #  Indica una gara di International Series a Londra.
- Gli avversari della propria division sono in grassetto.
- Le date e le reti televisive dalla settimana 5 alla settimana 17 erano soggette a cambiamenti, escluso il Monday Night della settimana 5 e le gare del Giorno del Ringraziamento della settimana 13[1]

### Playoff
| Turno      | Data | Ora            | Avversario (seed)     | Risultato | Risultato | Stadio        | TV  | NFL.com recap |
| Turno      | Data | Ora            | Avversario (seed)     | Punteggio | Record    | Stadio        | TV  | NFL.com recap |
| ---------- | ---- | -------------- | --------------------- | --------- | --------- | ------------- | --- | ------------- |
| Wild Card  | 4/1  | 3:40 p.m. CST  | Detroit Lions (6)     | V 24-20   | 13-4      | AT&T Stadium  | Fox | Recap         |
| Divisional | 11/1 | 12:05 p.m. CST | Green Bay Packers (2) | S 21-26   | 13-5      | Lambeau Field | Fox | Recap         |

## Classifiche

### Conference
| NFC                                                      | NFC                   | NFC      | NFC | NFC | NFC | NFC   | NFC | NFC  | NFC | NFC | NFC  | NFC |
| #                                                        | Squadra               | Division | V   | S   | P   | %     | DIV | CONF | PF  | PS  | D    | STR |
| -------------------------------------------------------- | --------------------- | -------- | --- | --- | --- | ----- | --- | ---- | --- | --- | ---- | --- |
| Vincitori delle division                                 |                       |          |     |     |     |       |     |      |     |     |      |     |
| 1                                                        | * – Seattle Seahawks  | West     | 12  | 4   | 0   | 75%   | 5–1 | 10–2 | 394 | 254 | 140  | V6  |
| 2                                                        | z – Green Bay Packers | North    | 12  | 4   | 0   | 75%   | 5–1 | 9–3  | 486 | 348 | 138  | V2  |
| 3                                                        | y – Dallas Cowboys    | East     | 12  | 4   | 0   | 75%   | 4–2 | 8–4  | 467 | 352 | 115  | V4  |
| 4                                                        | y − Carolina Panthers | South    | 7   | 8   | 1   | 46,9% | 4–2 | 6–6  | 339 | 374 | –25  | V4  |
| Wild Card                                                |                       |          |     |     |     |       |     |      |     |     |      |     |
| 5                                                        | w – Arizona Cardinals | West     | 11  | 5   | 0   | 68,8% | 3–3 | 8–4  | 310 | 299 | 11   | S2  |
| 6                                                        | w – Detroit Lions     | North    | 11  | 5   | 0   | 68,8% | 5–1 | 9–3  | 301 | 268 | 33   | S1  |
| Non qualificate per i playoff                            |                       |          |     |     |     |       |     |      |     |     |      |     |
| 7                                                        | Philadelphia Eagles   | East     | 10  | 6   | 0   | 60%   | 4–2 | 6–6  | 474 | 400 | 74   | V1  |
| 8                                                        | San Francisco 49ers   | West     | 8   | 8   | 0   | 50%   | 2–4 | 7–5  | 306 | 340 | –34  | V1  |
| 9                                                        | New Orleans Saints    | South    | 7   | 9   | 0   | 43,8% | 3–3 | 6–6  | 401 | 424 | –23  | V1  |
| 10                                                       | Minnesota Vikings     | North    | 7   | 9   | 0   | 43,8% | 1–5 | 6–6  | 325 | 343 | –18  | V1  |
| 11                                                       | New York Giants       | East     | 6   | 10  | 0   | 37,5% | 2–4 | 4–8  | 380 | 400 | –20  | S1  |
| 12                                                       | Atlanta Falcons       | South    | 6   | 10  | 0   | 37,5% | 5–1 | 6–6  | 381 | 417 | –36  | L1  |
| 13                                                       | St. Louis Rams        | West     | 6   | 10  | 0   | 37,5% | 2–4 | 4–8  | 324 | 354 | –30  | S3  |
| 14                                                       | Chicago Bears         | North    | 5   | 11  | 0   | 31,3% | 1–5 | 4–8  | 319 | 442 | –123 | S5  |
| 15                                                       | Washington Redskins   | East     | 4   | 12  | 0   | 25%   | 2–4 | 2–10 | 301 | 438 | –137 | L1  |
| 16                                                       | Tampa Bay Buccaneers  | South    | 2   | 14  | 0   | 12,5% | 0–6 | 1–11 | 277 | 410 | –133 | L6  |
| Legenda                                                  |                       |          |     |     |     |       |     |      |     |     |      |     |
| w — Qualificata ai playoff come wild card                |                       |          |     |     |     |       |     |      |     |     |      |     |
| x — Qualificata ai playoff                               |                       |          |     |     |     |       |     |      |     |     |      |     |
| y — Vincitrice della division                            |                       |          |     |     |     |       |     |      |     |     |      |     |
| z — Qualificata direttamente al secondo turno di playoff |                       |          |     |     |     |       |     |      |     |     |      |     |
| * — Vantaggio del fattore campo nei playoff              |                       |          |     |     |     |       |     |      |     |     |      |     |

## Premi
- DeMarco Murray:

giocatore offensivo dell'anno